# 2017年环法自行车赛
2017年环法自行车赛是第104届环法自行车赛，三大自行車環賽之一。7月1日从德国杜塞尔多夫开始比赛，经过21个赛段的比赛，于7月23日在法国巴黎香榭丽舍大街结束比赛。
共有198名车手和22个车队参加比赛。英国天空車隊的英国车手克里斯·弗鲁姆夺得他的第四个环法总冠军。

## 外部連結
- 官方网站